# 哈倫 (北布拉班特省)
哈倫（荷蘭語：Haaren，荷蘭語：[ɦaːrən] ⓘ）是荷蘭的一個市鎮，位於荷蘭南部，在行政區劃上屬於北布拉班特省。
2021年1月1日，哈倫被拆分，分別併入博克斯特爾、奧斯特韋克、蒂爾堡及菲赫特。

## 外部連結
- 维基共享资源上的相關多媒體資源：哈倫
- 官方网站